# Péricycle
 (avril 2015).

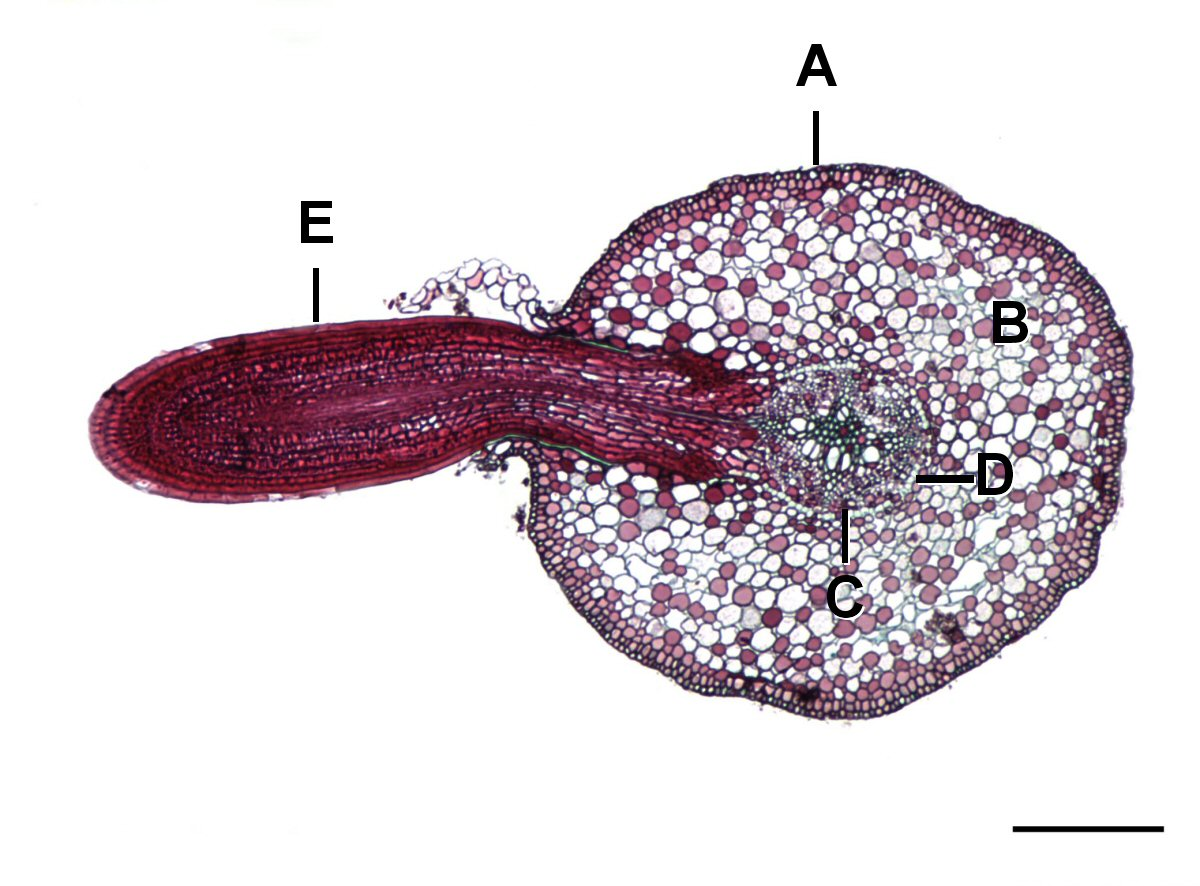
Photomicrographie d'une racine de saule après coloration. Légende : A-rhizoderme, B-cortex, C-cylindre central, D-endoderme, E-racine latérale.

En botanique, le péricycle (tissu primaire vivant) correspond à l’extrémité du cylindre central d’un faisceau libéro-ligneux. Il s’agit en général d’une unique couche de cellules entourée de l’endoderme. Surtout présent dans les racines, le péricycle a un rôle dans la ramification de celles-ci. Ceci est rendu possible par la multiplication des cellules du péricycle qui traverseront l’écorce de la racine.

## Coloration au Carmino vert de Mirande
Dans une coupe transversale de racine colorée au Carmino vert de Mirande, le péricycle apparaît en rose parce que sa paroi est cellulosique. Il est aisément repérable avec l’endoderme qui est lignifié donc coloré en vert au Carmino vert de Mirande.

## Rôle
Le rôle des cellules du péricycle est la formation des racines latérales et des méristèmes secondaires (phellogène et une partie du cambium).

## Schéma
Dans un schéma d'une coupe transversale de racine, le péricycle est représenté par deux traits parallèles. L'endoderme se fait par une troisième parallèle. L'espace entre la deuxième et la troisième parallèle est hachuré.